# Льянос

Границы льянос

Лья́нос (исп. llanos, множественное число от llano — «равнина», от лат. planus — «плоский», «равнинный») — обширные тропические равнины, расположенные к востоку от Анд в Колумбии и Венесуэле, на северо-западе Южной Америки. Представляют собой тропические и субэкваториальные, реже субтропические степи и саванны с чётко выраженным сезонным увлажнением. Интенсивно используются для разведения крупного рогатого скота, сильно страдают от водной эрозии.

## География
Льянос занимают низменность, простирающуюся с востока на запад. Льянос ограничены на западе и северо-западе Андами, на севере Венесуэльским прибрежным хребтом, на юго-востоке Гвианским плоскогорьем, а на юго-западе влажными лесами Негро-Бранко. На востоке льянос ограждают водно-болотные угодья и болотные леса Ориноко.
Главная река льянос — Ориноко, протекает с запада на восток через экорегион и является частью границы между Колумбией и Венесуэлой. Ориноко — главная речная система Венесуэлы.

## Климат
Экорегион имеет тропический саванный климат. Количество осадков сезонное, с сезоном дождей с мая по ноябрь и сухим сезоном с декабря по апрель. Самые влажные месяцы, как правило, июнь и июль. Количество осадков колеблется в пределах экорегиона: до 2500 мм в год на юго-западе, от 1200 до 1600 мм в штате Апуре и от 800 до 1200 мм в год в штате Монагас на северо-востоке. Среднегодовая температура составляет 27 °C, а среднемесячная температура мало меняется в течение года. Месяцы с самой низкой температурой (июнь, июль, декабрь и январь) всего на 2 ºС холоднее, чем самые жаркие месяцы.

## Флора
В льянос соседствуют открытые луга, саванны с разбросанными деревьями или группами деревьев и небольшие участки леса, обычно галерейные леса вдоль рек и ручьев. Здесь есть сезонно затопляемые луга и саванны (исп. llano bajo — низкие равнины), а также луга и саванны, которые остаются сухими в течение всего года (исп. llano alto — высокие равнины).
Пастбища и саванны высоких равнин характеризуются травами и кустарниками высотой 30—100 см, образующими кочки на расстоянии 10—30 см друг от друга. Почвы обычно песчаные и бедные питательными веществами. Высокие равнины покрывают примерно две трети венесуэльских льянос, а также широко распространены в колумбийских льянос. Преобладают травы рода Trachypogon, а виды включают Trachypogon plumosus, Trachypogon vestitus, Axonopus canescens, Axonopus anceps, Andropogon selloanus, триостренницу, Leptocoryphium lanatum, Paspalum carinatum, Sporobolus indicus и Sporobolus cubensis, и осоки, в основном очеретник и бульбостилис. Кустарники и травы чаще всего представляют собой бобовые из родов мимоза, кассия, Desmodium, Eriosema, Galactia, индигофера, фасоль, Stylosanthes, тефрозия и Zornia. Из деревьев наиболее распространены бирсонима толстолистная, Curatella americana и Bowdichia virgilioides, которые растут либо в виде отдельных деревьев, либо на лесных участках.
В сезон дождей с мая по октябрь часть льянос может затопить водой до метрового уровня. Это превращает некоторые саванны и луга во временные водно-болотные угодья, сравнимые с Пантаналом в центральной части Южной Америки. Это затопление также создаёт среду обитания для водоплавающих птиц и других водных животных. Эти сезонно затопляемые луга и саванны, известные как низкие равнины, обычно имеют более богатые почвы. Для них характерна трава Paspalum fasciculatum. Деревья включают пальму Copernicia tectorum и представителей галерейного леса.

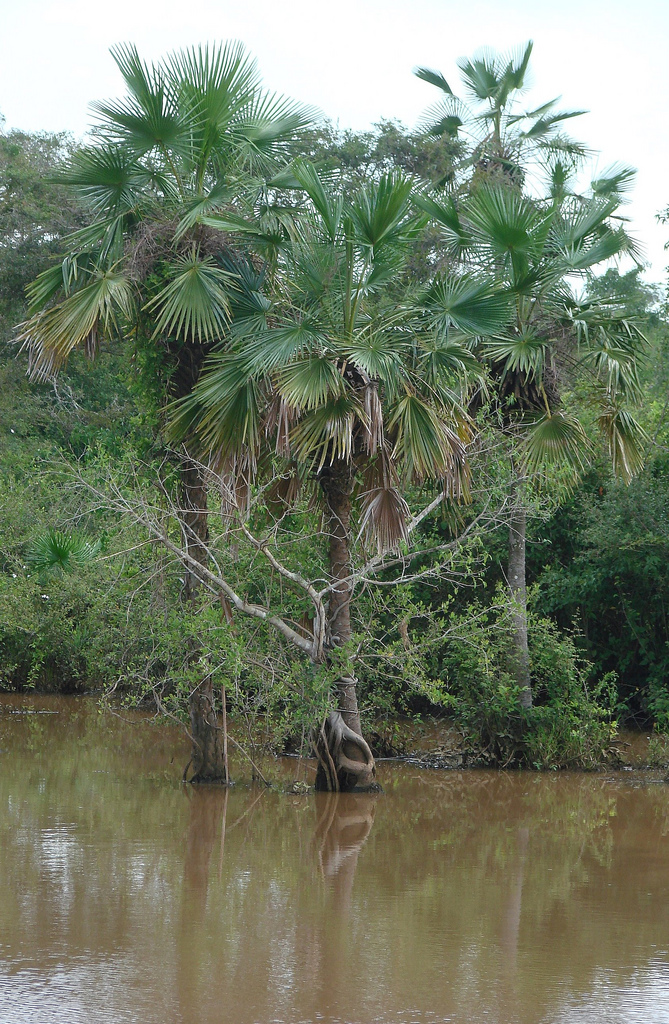
Пальмы в льянос

Галерейные леса включают вечнозелёные, сезонно затопляемые леса и полулиственные леса на возвышенностях. Деревья образуют навесы высотой от 8 до 20 метров. Для них характерны такие виды кустарников и деревьев как мавриция извилистая, инга, Combretum frangulifolium, Gustavia augusta, птерокарпус, Etaballia dubia, момбин жёлтый, и Copaifera pubiflora.
Полулиственные леса встречаются выше уровня паводка и образуют полог высотой от 12 до 15 метров. Обычные виды деревьев здесь Tabebuia billbergii, Godmania aesculifolia, Cassia moschata, момбин жёлтый, Copaifera pubiflora, Bourreria cumanensis, кордия, Bursera simaruba, Cochlospermum vitifolium, Hura crepitans и Acacia glomerosa.
«Matorrales» — это листопадные и полулиственные кустарники высотой от 5 до 8 метров, которые покрывают большие площади в центральных венесуэльских льяанос и могут быть формой вторичной растительности на территориях, которые раньше были сухими лиственными лесами. Типичными кустарниками являются Bourreria cumanensis, Randia aculeata, Godmania aesculifolia, Pereskia guamacho, прозопис, Xylosma benthamii, эритроксилум и Cereus hexagonus.

## Фауна
Млекопитающие пастбищ и саванн представлены белохвостым оленем, гигантским муравьедом, капибарой, гигантским броненосцем, флоридским кроликом, жёсткошерстым хлопковым хомяком, короткохвостым зигодонтом и двухцветным рисовым хомяком.

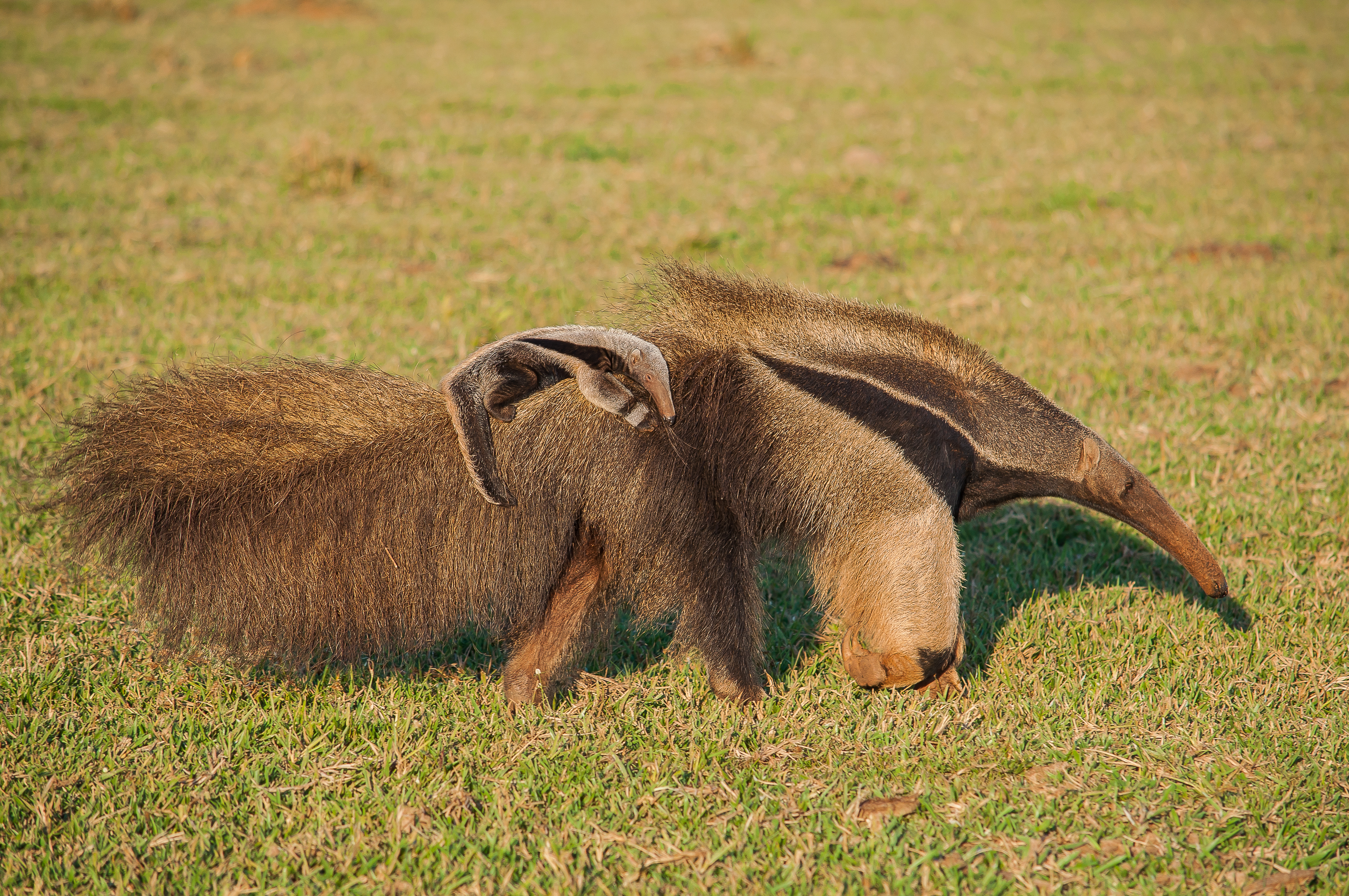
Гигантский муравьед

В галерейных лесах обитают более разнообразные крупные и средние млекопитающие, в том числе ошейниковый пекари, белобородый пекари, южноамериканский тапир, белохвостый олень, большой мазама, траурный капуцин, рыжий ревун, крупные грызуны, такие как пака, агути и цепкохвостый дикобраз, а также крупные кошачьи, такие как пума, ягуар и оцелот. Вымирающая бразильская выдра живет вдоль реки Ориноко и ее притоков.
В льянос были обнаружены одни из самых больших ягуаров в мире. Средний вес самцов превышал 100 кг.
Длинноносый броненосец и короткохвостый опоссум являются эндемиками льянос.
На водно-болотных угодьях льянос обитает около 70 видов птиц, в том числе красный ибис. [3] Большая часть ареала острохвостого ибиса и белобородой мухоловки приходится на льянос.
Рептилии льянос включают оринокского крокодила, крокодилового каймана, анаконду и черепаху Аррау, которые обитают в водно-болотных угодьях экорегиона.

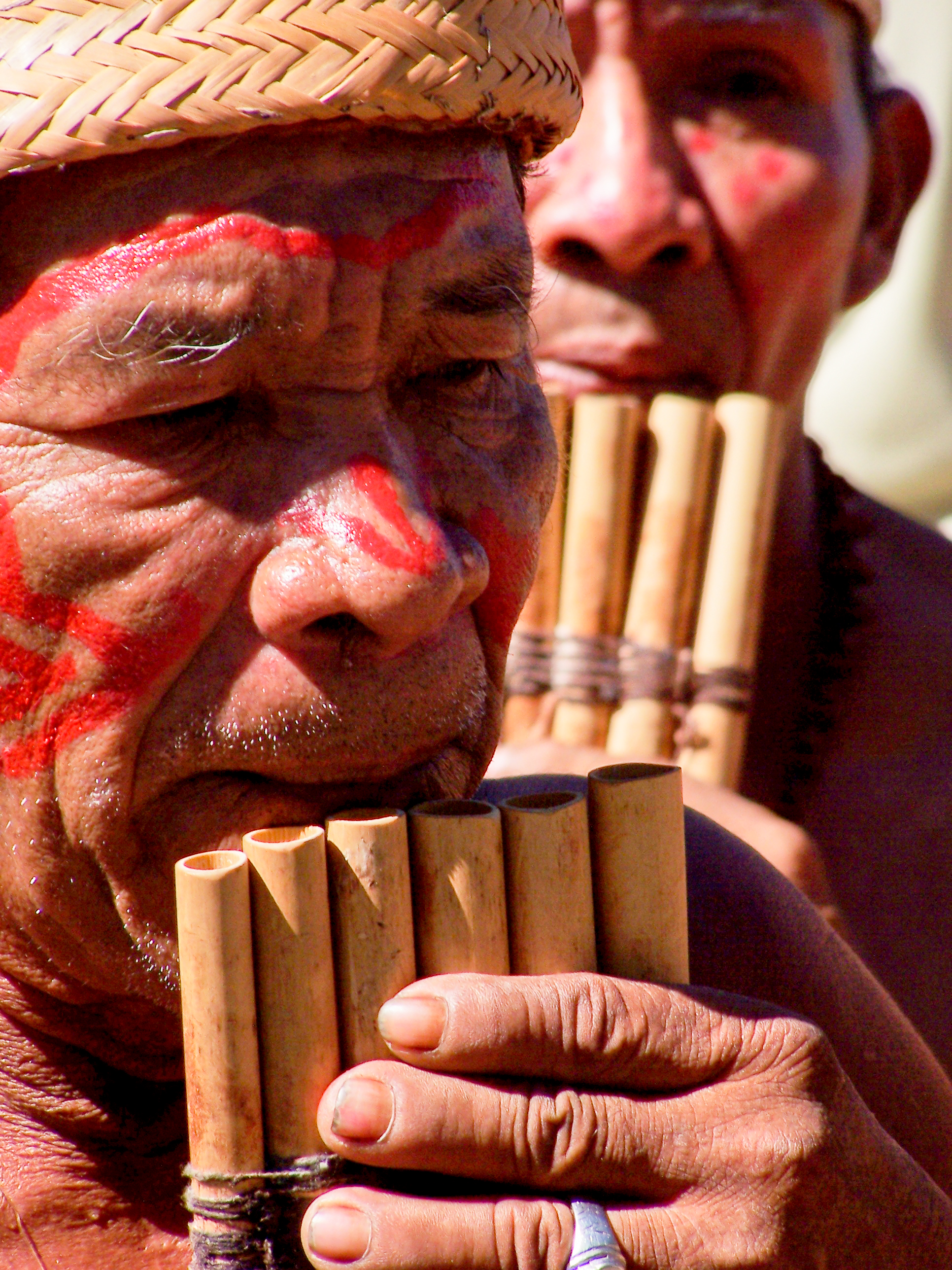
Музыкант племени гуахибо

## Коренные народы
К коренным народам льянос относятся гуахибо в западном льянос в Колумбии и Венесуэле и яруро в восточном льянос в Венесуэле.

## Животноводство и земледелие
Основным видом экономической деятельности в льянос с начала испанской колонизации является выпас миллионов голов крупного рогатого скота. Акварель 1856 года Мануэля Марии Паса изображает малонаселённые открытые пастбища с крупным рогатым скотом и пальмами. Термин «льянеро» («равнинный человек») стал синонимом пастухов, ухаживающих за стадами, и имел некоторое культурное сходство с гаучо пампасов или вакеро испанского и мексиканского Техаса.
Десятилетия обширного животноводства изменили экологию льянос. Луга и саванны часто выжигают, чтобы сделать их более пригодными для выпаса скота и уничтожить деревья и кустарники. Неместные травы, включая африканскую траву Melinis minutiflora были высажены для корма скоту, и теперь покрывают большие площади.
Сельское хозяйство, особенно поля риса и кукурузы, теперь занимает обширные территории, включая рисовые поля на бывших сезонных заболоченных территориях.

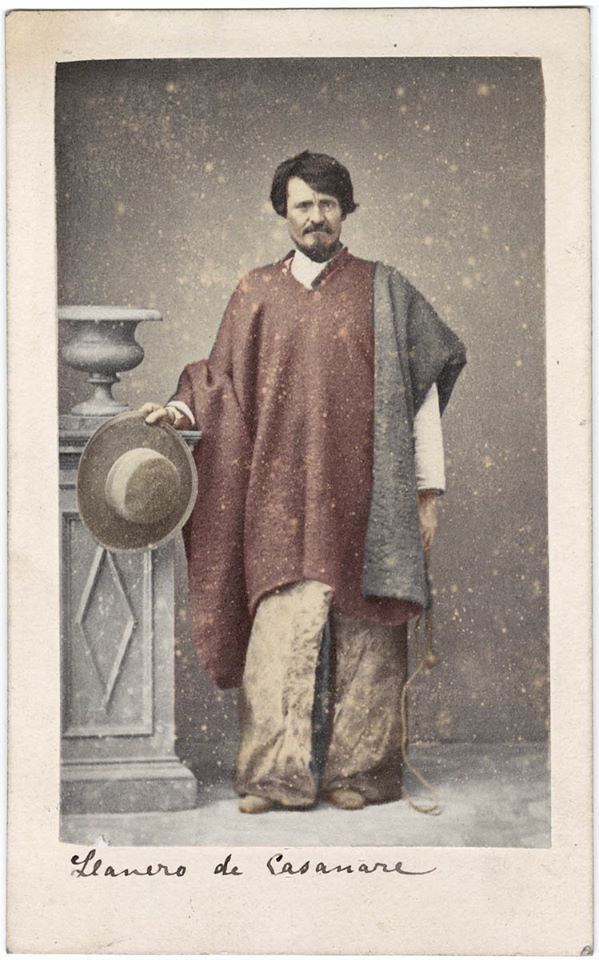
Льянеро

## Нефтегазовая промышленность
В льянос правительства Венесуэлы и Колумбии создали мощную нефтегазовую промышленность в зонах Араука, Касанаре, Гуарико, Ансоатеги, Апуре и Монагас. Пояс Ориноко, полностью расположенный на территории Венесуэлы, состоит из крупных залежей сверхтяжелой нефти (нефтеносных песков). Известно, что нефтеносные пески пояса Ориноко являются одними из крупнейших после нефтеносных песков Атабаски в Альберте, Канада. Месторождения нетрадиционной нефти Венесуэлы объемом около 1200 миллиардов баррелей (1,9 × 1011 м³), обнаруженные в основном в нефтеносных песках Ориноко, по оценкам, примерно равны мировым запасам традиционной нефти.

## Охраняемые территории
Оценка 2017 года показала, что 105 323 км², или 28 % экорегиона находятся на охраняемых территориях. Охраняемые территории включают национальный парк Агуаро-Гуарикито (5857,5 км²), национальный парк Чинаруко-Капанапаро (5843,68 км²), заповедник Тортуга-Аррау (98,56 км²) и заповедник дикой природы Каньо-Гуаритико (93,0 км²) в Венесуэле, а также национальный природный парк Эль-Тупарро (5 549,08 км²) в Колумбии.

## Города в льянос

### Колумбия
- Араука
- Пуэрто-Карреньо
- Инирида
- Сан-Хосе-дель-Гуавьяре
- Саравена
- Таме
- Вильявисенсио
- Йопаль

### Венесуэла
- Акаригуа
- Баринас
- Эль-Тигре
- Гуанаре
- Матурин
- Пуэрто-Аякучо
- Сабанета
- Сан-Карлос
- Сан-Фернандо-де-Апуре
- Тукупита

## Галерея

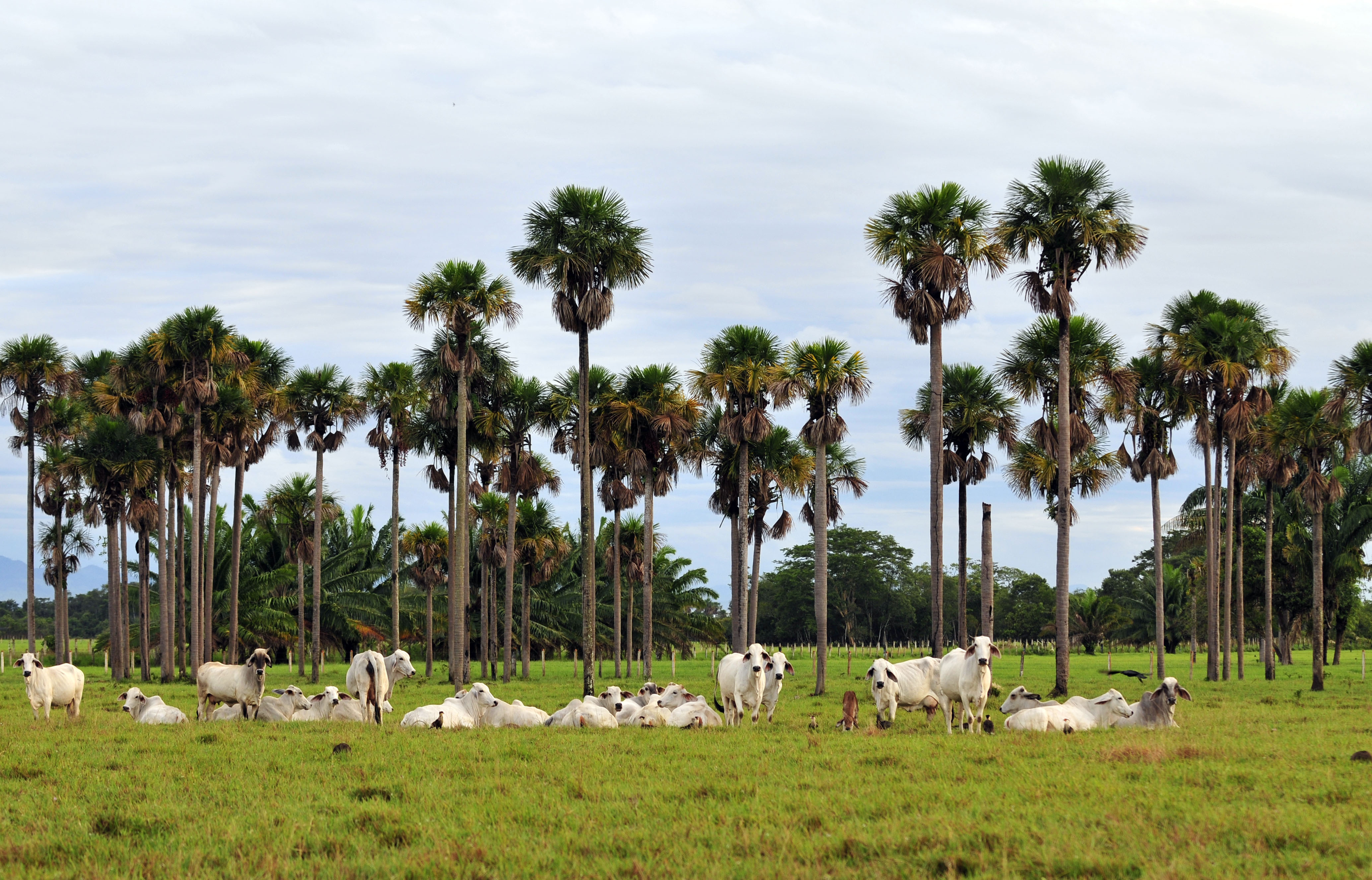
Льянос в Колумбии
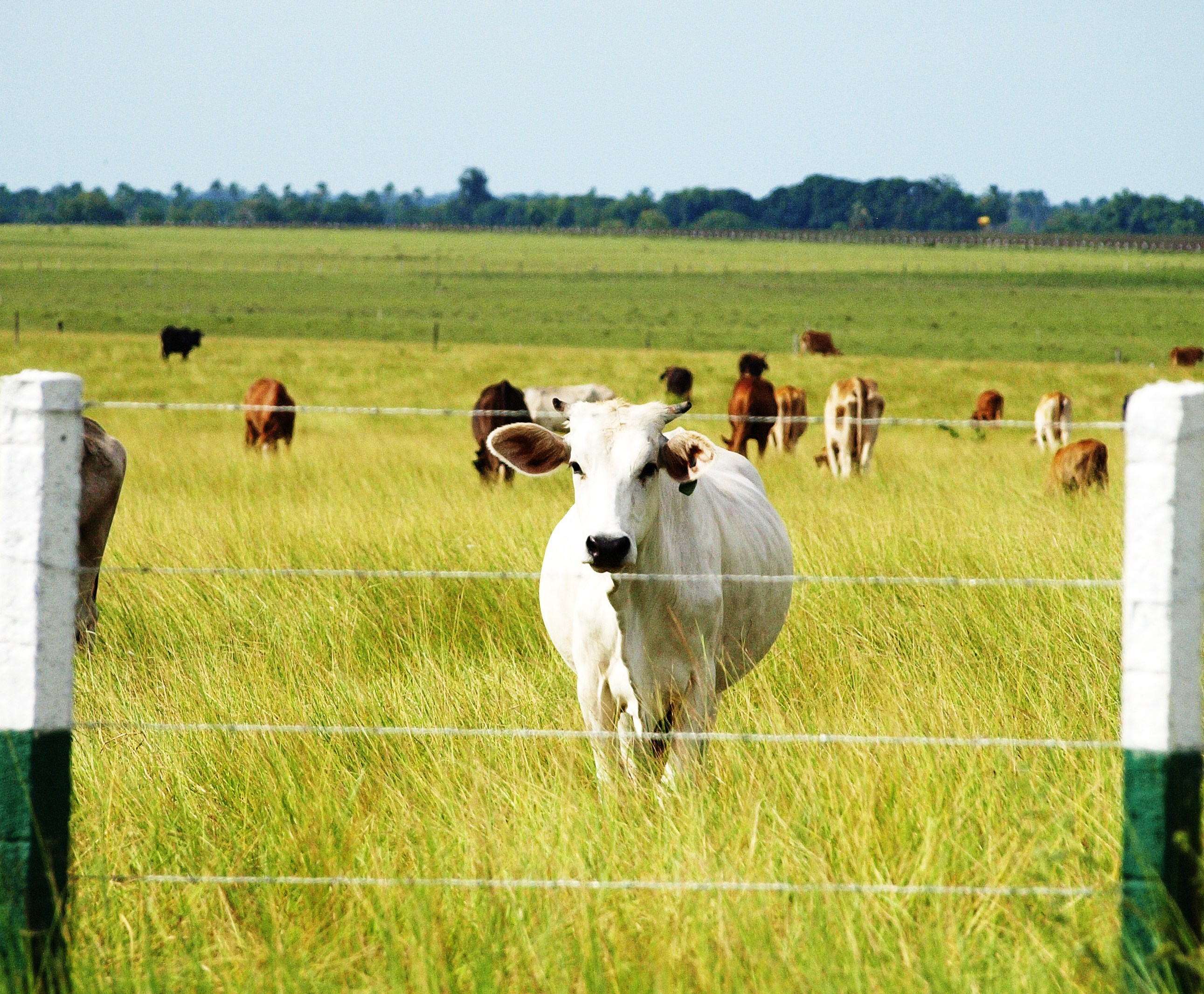
Льянос в Венесуэле
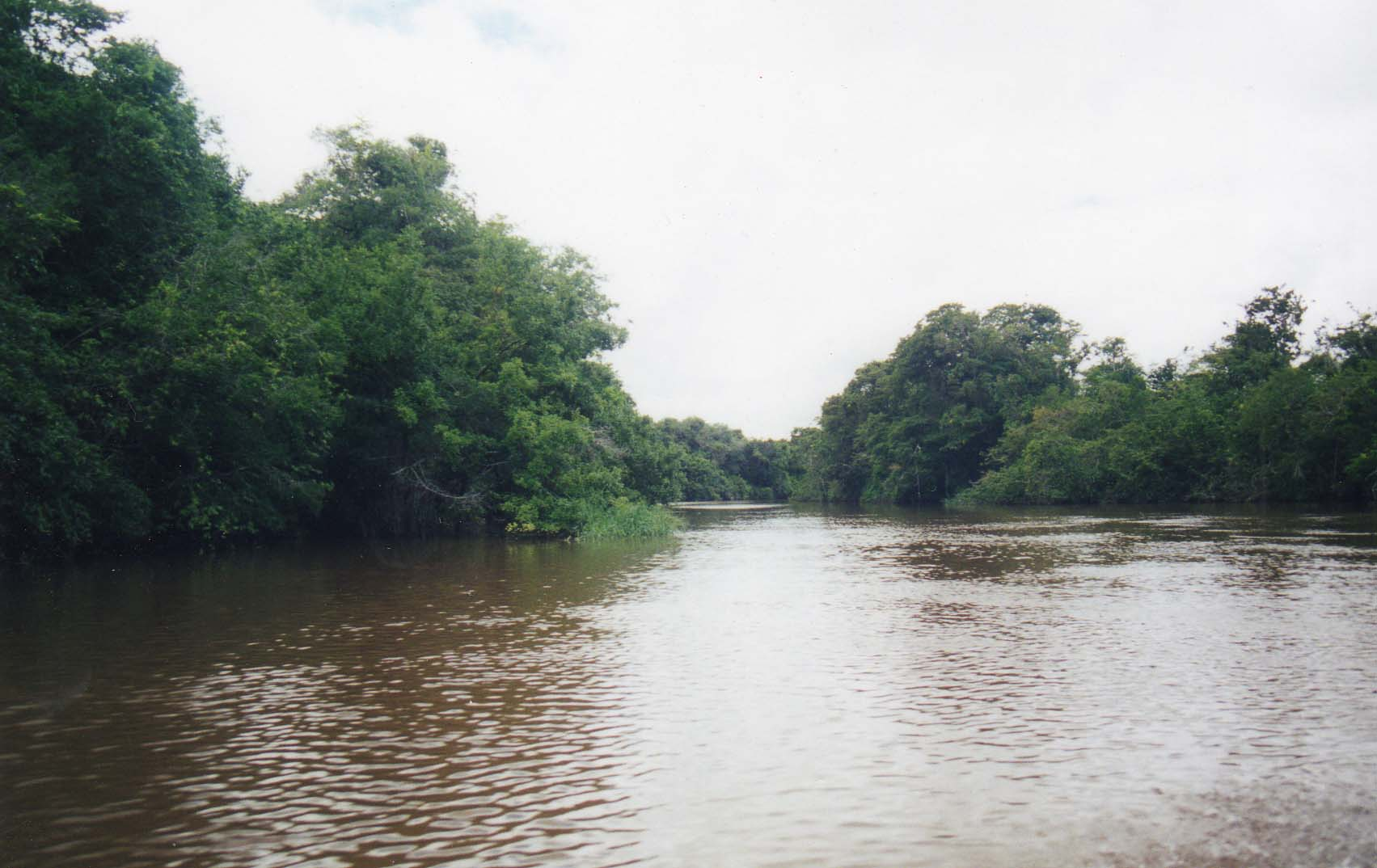
Река Гуаратико в Венесуэле
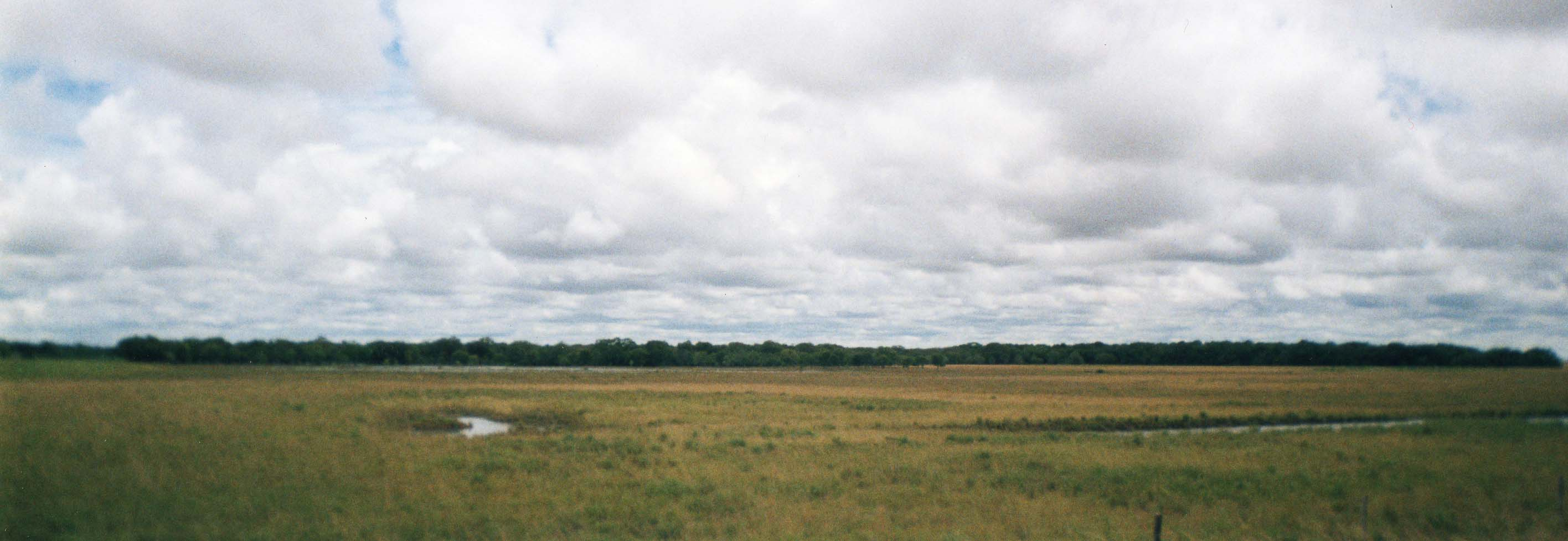
Равнины льянос
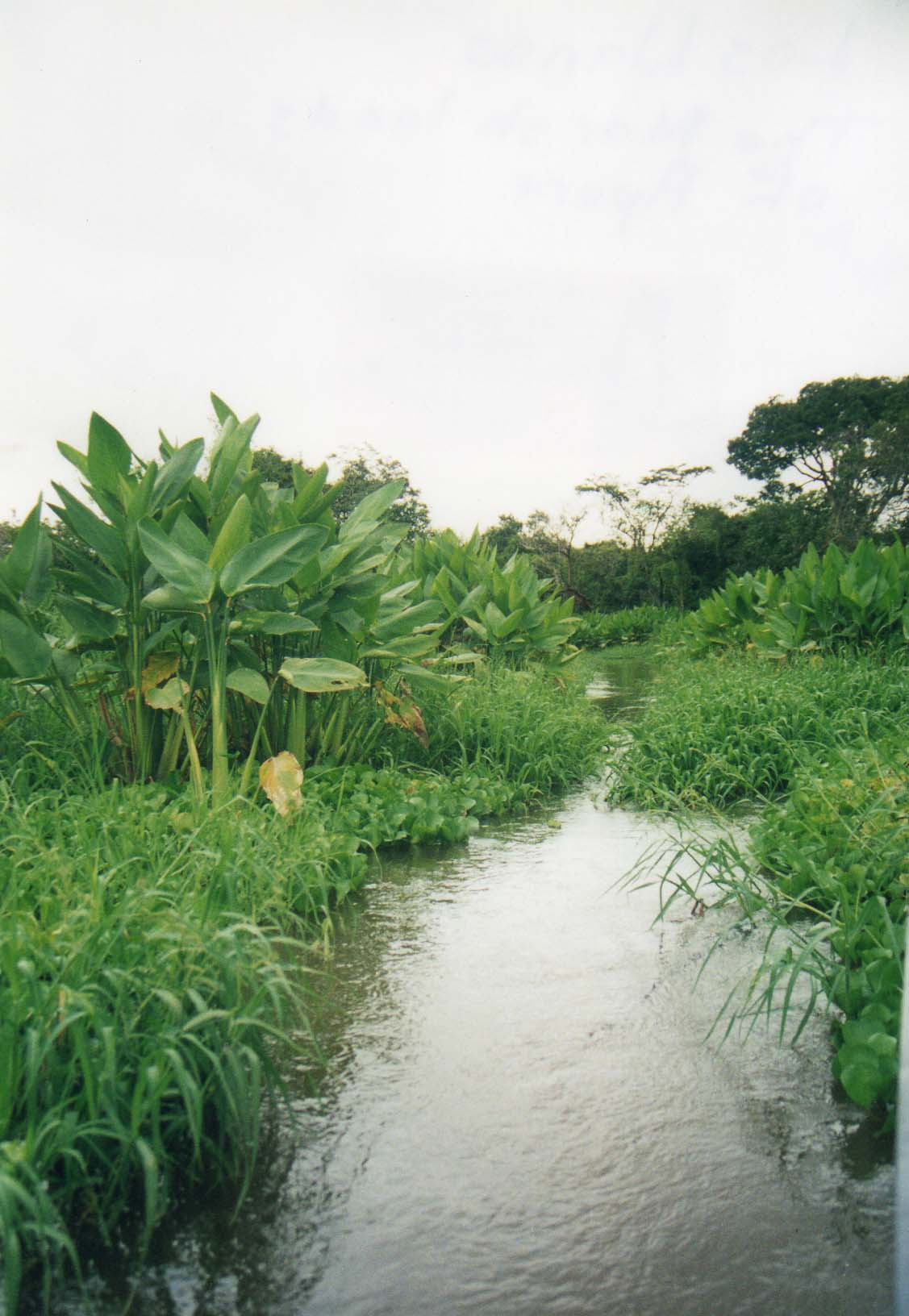
Дождливый сезон
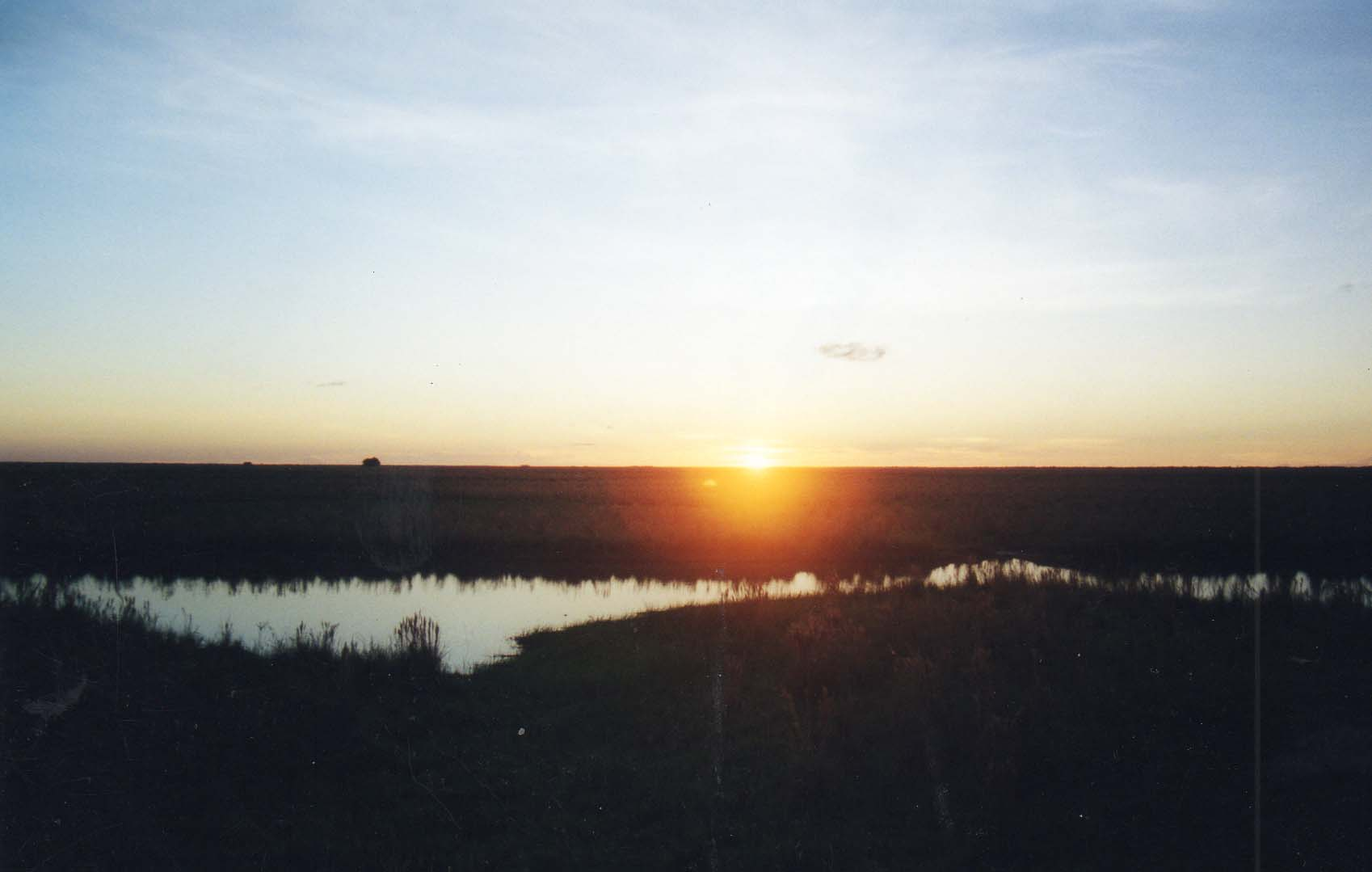
Закат солнца
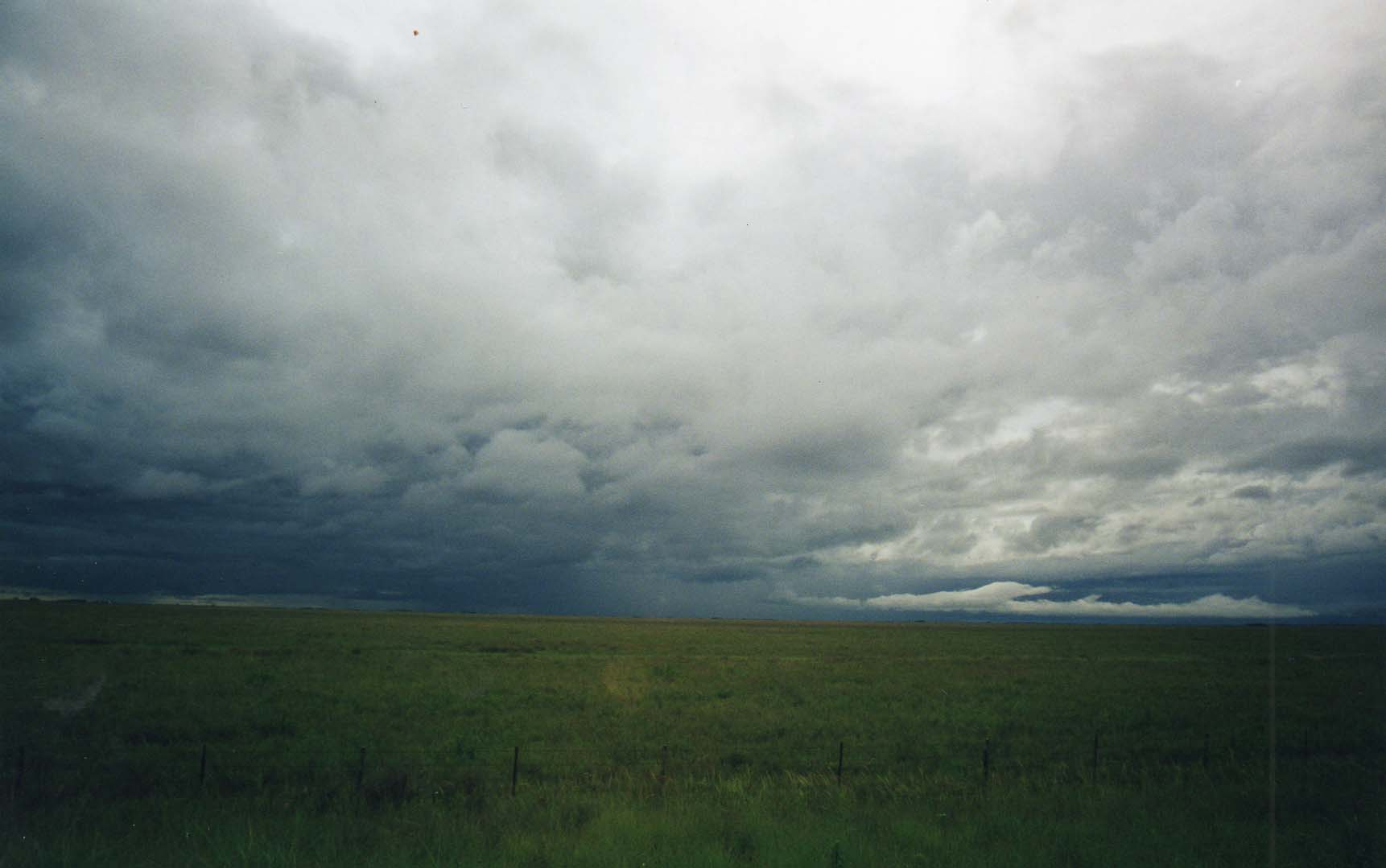
Гроза над льянос